# Carl Georg Müller
Carl Georg Müller (Rosheim, 1796 - Bœrsch, 1879) fou un autor de teatre alsacià. Estudià amb el seu pare, que era mestre a Rosheim. Un cop va obtenir el batxillerat, estudià dret a la Universitat d'Estrasburg. El 1822 començà a treballar com a notari a Bœrsch, on es va casar i exercí com a alcalde de 1830 a 1848. Alhora, va escriure les Kunkelstuben, que són peces de teatre tradicional alsacià.